# クリストフェ (小惑星)
クリストフェ (1698 Christophe) は、小惑星帯の小惑星。ウジェーヌ・デルポルトがウックルのベルギー王立天文台で発見した。
天文学者 G. Roland（フランスのジョルジュ・ロラン、もしくはベルギーのジネット・ロラン）の又甥に因んで名付けられた。